# Galveias
Galveias ist eine Gemeinde (Freguesia) im portugiesischen Kreis (Concelho) von Ponte de Sor. In ihr leben 1022 Einwohner (Stand 19. April 2021).

## Geschichte
Der Ort wurde 1342 vermutlich von Frei Lourenço Afonso gegründet, einem Großmeister des Ritterordens von Avis. 1512 erhielt Galveias erste Stadtrechte durch König D. Manuel I., und 1538 erhob König D. João III. den Ort zur Kleinstadt (Vila). Im Verlauf der Verwaltungsreformen nach der Liberalen Revolution 1822 und dem 1834 folgenden Miguelistenkrieg wurde der Kreis Galveias aufgelöst und Ponte de Sor angegliedert.

## Wirtschaft
Die Gemeinde ist landwirtschaftlich geprägt. Überregional bekannt sind die hier produzierten Olivenöle und Weine. Auch für seine Orangen und sein Geflügel ist die Gemeinde bekannt. Regional ist zudem die 2007 eröffnete kommunale Freibadanlage Oásis Parque ein touristischer Anziehungspunkt.

## Persönlichkeiten
Der Schriftsteller  José Luís Peixoto wurde 1974 hier geboren.